# نستوری ایرانکوندا
نستروی ایرانکوندا (انگلیسی: Nestory Irankunda؛ زادهٔ ۹ فوریهٔ ۲۰۰۶) بازیکن فوتبال اهل استرالیا است.
وی همچنین در تیم ملی فوتبال زیر ۱۷ سال استرالیا بازی کرده‌است.